# Terminal José Walter
O Terminal José Walter é um terminal de integração de ônibus urbano do tipo aberto, localizado no centro da Avenida João de Araújo Lima, próximo ao cruzamento da Avenida Presidente Costa e Silva (Avenida Perimetral) no bairro José Walter, pertencente a Secretaria Executiva Regional 8, no município de Fortaleza, Ceará.
Ao todo, 9 linhas de ônibus operam no terminal que foi projetado para atender uma demanda de 21 mil passageiros por dia do Sistema de Transporte Coletivo Urbano de Fortaleza, abrangendo bairros como Parque Dois Irmãos, Planalto Ayrton Senna, Conjunto Palmeiras e Mondubim.

## Histórico

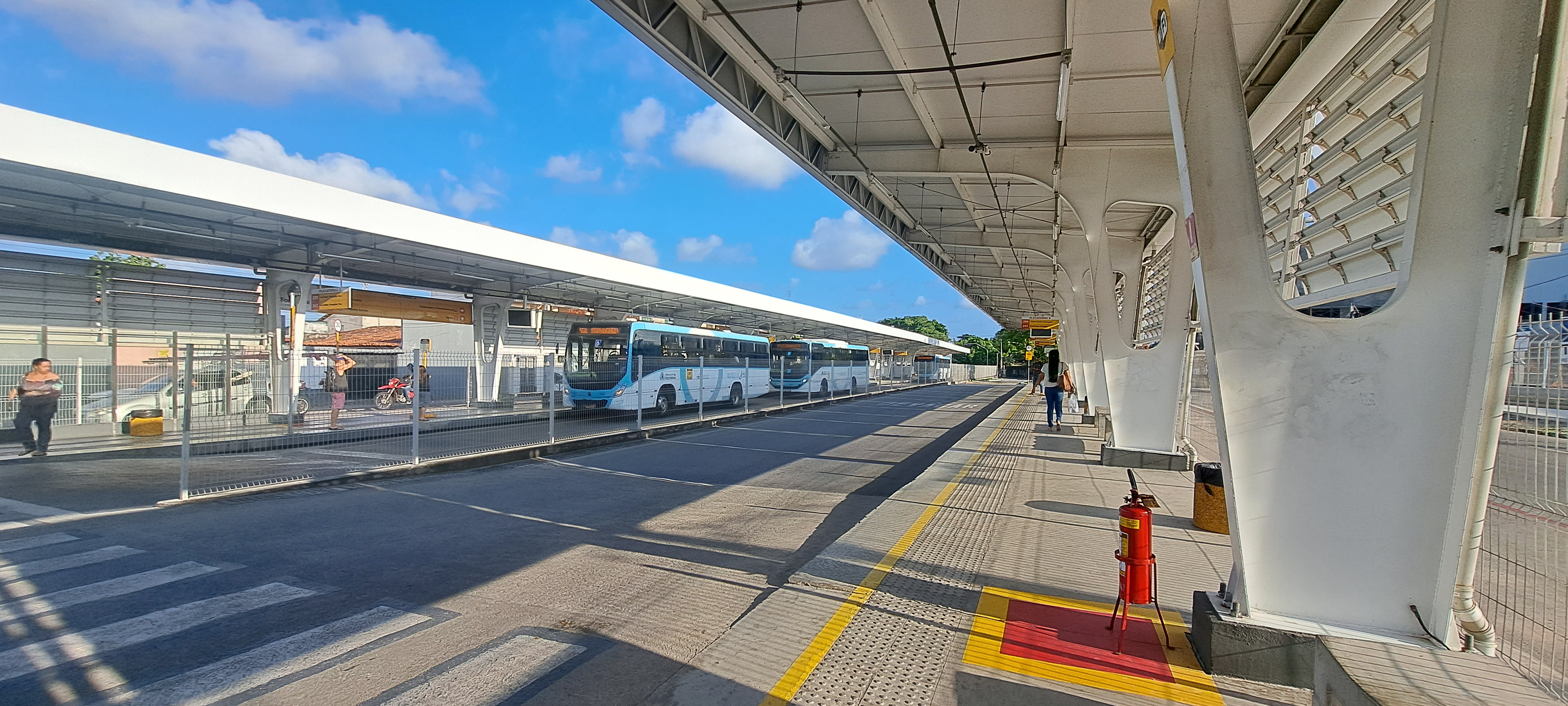
Plataforma A do Terminal José Walter em junho de 2024.

O Terminal José Walter foi inaugurado no dia 23 de fevereiro de 2022, como o segundo de um conjunto de novos terminais abertos, ou "mini terminais", construídos na cidade de Fortaleza. O objetivo dos novos terminais, que incluiu também a construção dos terminais José de Alencar e Washington Soares e a reforma do terminal Sagrado Coração de Jesus, é evitar deslocamento desnecessários até os terminais maiores, otimizando o tempo de viagem dos usuários.

## Características

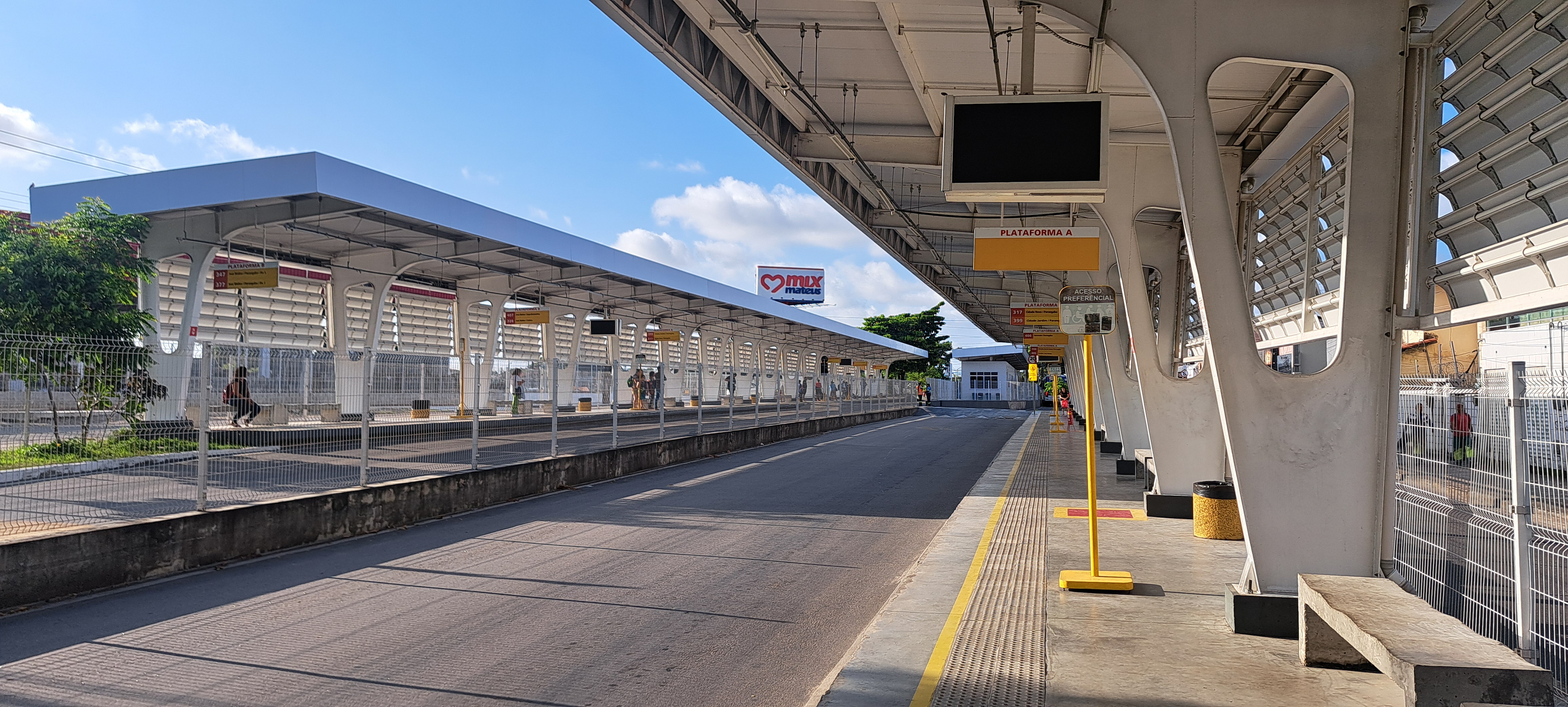
O terminal conta com três plataformas, sendo duas para embarque e desembarque e uma terceira para alimentação e administração. Imagem de junho de 2024.

O terminal conta com uma área de 700 m² distribuídos entre três plataformas localizadas no centro da Avenida João de Araújo Lima, sendo duas para embarque e desembarque de passageiros e a terceira para alimentação e serviços.
A estrutura também conta com pontos de wi-fi gratuitos, painéis de previsão de chegada dos ônibus, câmeras integradas ao Centro Operacional Integrado da Empresa de Transporte Urbano de Fortaleza (Etufor), a Coordenadoria Integrada de Operações de Segurança (Ciops) e serviço de segurança privada. Também foram instalados pontos de autoatendimento do Bilhete Único e quiosques de alimentação, comércios, serviços e banheiros.
O terminal conta ainda com uma coberta adaptável para futuras instalações de painéis solares, de acordo com a Prefeitura.

Caracterizado como do tipo aberto, assim como os terminais José de Alencar, Washington Soares e Sagrado Coração de Jesus, no terminal José Walter a integração só pode ser realizada por meio de cartões eletrônicos, a exemplo do bilhete único.